# Steve Gallardo

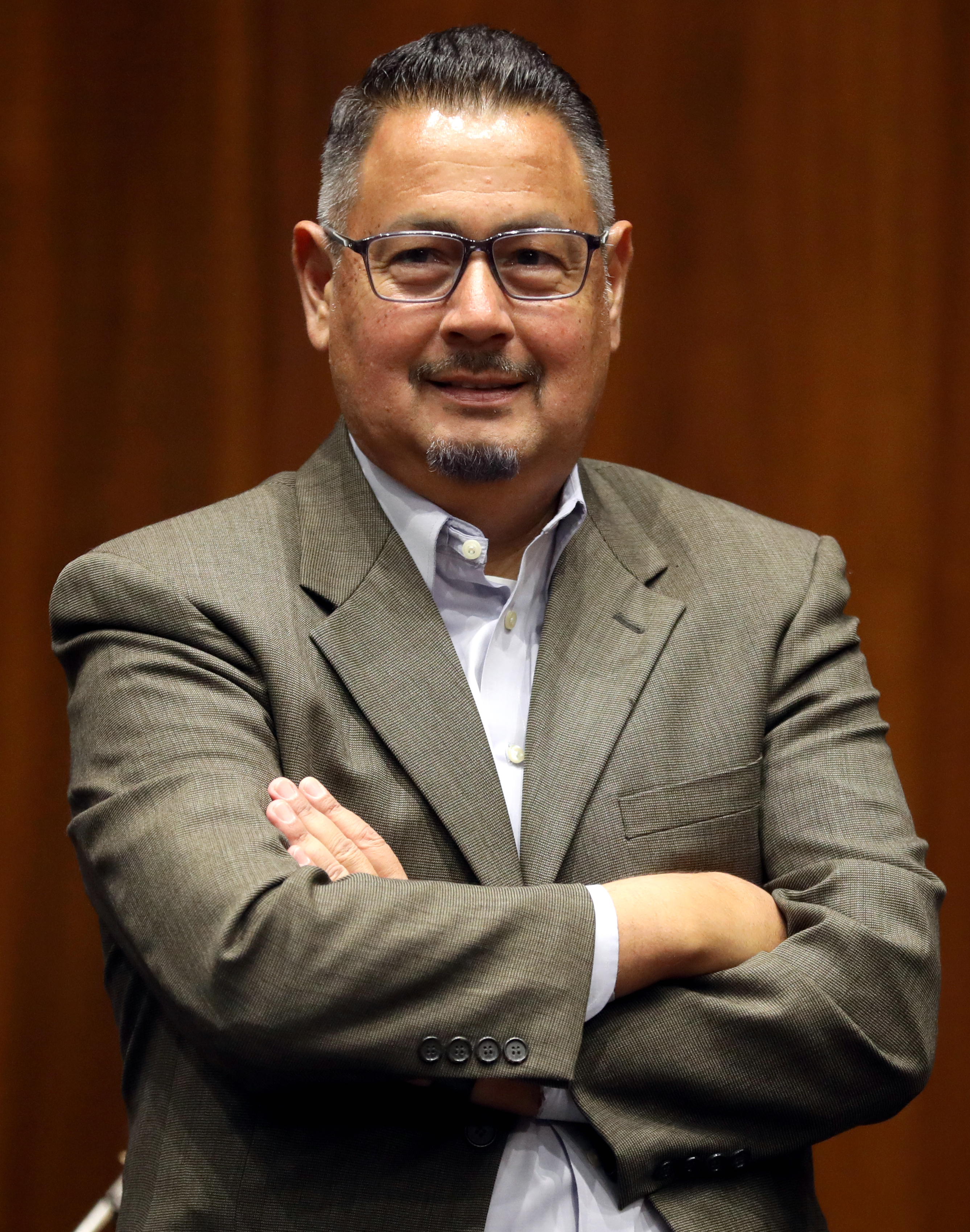
Steve Gallardo, 2024

Steve Gallardo (* 25. Oktober 1968 in Phoenix, Arizona) ist ein US-amerikanischer Politiker der Demokratischen Partei.

## Leben
Gallardo entstammt einer lateinamerikanischen Familie und studierte Rechtswissenschaften. Vom 12. Januar 2003 bis 12. Januar 2009 war er Abgeordneter im Repräsentantenhaus von Arizona. Gallardo war von Januar 2011 bis Januar 2015 Senator im Senat von Arizona. Im März 2014 bekannte er sich zu seiner Homosexualität. Sein Nachfolger im Wahldistrikt für den Senat von Arizona wurde 2015 der demokratische Politiker Martín Quezada.